# 龜殼墓
龜殼墓，又稱龜甲墓，是一種墳丘像龜殼一樣的墳墓。這種墓在中國大陸沿海一帶的福建、廣東等地十分流行，而在台灣、琉球群島也十分普遍。但這種墓在中國內陸和日本本土都不存在。
中國南方的龜殼墓形狀為，墓的頂部為烏龜殼狀，龜殼下面埋著死者的棺材。而龜殼的頭部位置豎立著死者的墓碑。墓的外側有一圈Ω型的石頭圍著。
龜殼墓也是琉球人的三種主要墓葬之一，另外兩種是破風墓和屋型墓。古代琉球人盛行風葬，因此琉球群島的龜殼墓與中國的略有不同。琉球群島的龜殼墓，其龜殼的下面是一個石室，用以安放死者的遺骨。由於琉球人把家族的死者葬於一個墓穴中，因此龜殼墓建的很大。